# Janne Hyöty
Janne Hyöty, född 1970, är en finländsk musiker, låtskrivare och musikproducent bosatt i Vasa. Hyöty har skrivit över 40 listettor till japanska musikmarknaden för till exempel musikgrupperna Kat-Tun och Arashi. Hyöty har agerat producent på nästan hela Kajs skivproduktion, från debutskivan Professionella pjasalappar 2012 till Karar i arbeit 2024.

## Utmärkelser
Hyöty fick utmärkelsen Årets export år 2015 av Finska Musikförläggareföreningen(fi).